# 约翰·施莱辛格
约翰·理查·施莱辛格（英語：John Richard Schlesinger，CBE，1926年2月16日—2003年7月25日）是一位英国电影和舞台剧的导演和演员。曾经凭借《午夜牛郎》获得1969年第42届奥斯卡金像奖最佳导演。

## 早年生活
施莱辛格出生于伦敦的一个犹太中产阶级家庭，是Winifred Henrietta和医生Bernard Edward Schlesinger的儿子。在从牛津大学贝利奥尔学院毕业后，他开始成为一名演员。

## 去世
施莱辛格在1998年进行了4次冠狀動脈搭橋手術，在2000年12月中風。2003年7月24日他在棕榈泉去世。他与伴侣摄影师Michael Childers在一起超过30年。2003年9月30日举行追悼会。

## 电影作品
- A Kind of Loving（1962年）
- Billy Liar（1963年）
- Darling（1965年）
- Far From the Madding Crowd（1967年）
- 《午夜牛郎》（1969年）
- Sunday Bloody Sunday（1971年）
- Visions of Eight（1973年）
- The Day of the Locust（1975年）
- Marathon Man（1976年）
- Yanks（1979年）
- Honky Tonk Freeway（1981年）
- Privileged（1982年）
- Separate Tables（1983年）
- An Englishman Abroad（1983年）
- The Falcon and the Snowman（1985年）
- The Believers（1987年）
- Madame Sousatzka（1988年）
- Pacific Heights（1990年）
- A Question of Attribution（1991年）
- The Innocent（1993年）
- Cold Comfort Farm（1995年）
- Eye for an Eye（1996年）
- The Tale of Sweeney Todd（1998年）
- The Next Best Thing（2000年）

纪录片（作为导演）
- Israel: A Right to Live（1967年）